# Бутанская рупия
Бутанская рупия (дзонг-кэ རུ་པི།, англ. Rupee) — денежная единица Королевства Бутан до 1974 года, эквивалентная индийской рупии. Монеты Бутана, деноминированные в рупиях находились в обращении вместе с монетами индийской рупии до 1974 года, после того, банкноты и монеты нгултрума официально их заменили.
До 1957 года бутанская рупия делилась на 64 пайсы. В 1957 Бутан вслед за Индией перешёл в десятичную систему счисления, и бутанская рупия стала делиться на 100 новых пайс. В 1974 году бутанская рупия была заменена на нгултрум в соотношении 1:1.

## Монеты
До 1789 года в Бутане имели хождение монеты, выпускавшиеся на монетном дворе города Куч-Бихар. Затем Бутан начал сам выпускать монеты, главным образом серебряные ½ рупии. Чеканные серебряные и медные монеты были единственными типами монет, выпускавшимися до 1929 года, когда были введены в обращение новые монеты из серебра ½ рупии, сопровождаемые выпуском в 1931 (датированы 1928 годом) бронзовых монет номиналом в 1 пайсу. В 1950 году были введены в обращение никелевые монеты ½ рупий. Индийские монеты имели хождение наравне с собственными монетами Бутана до такой степени, что, после перехода на метрическую систему мер в 1957 году, девять лет прошли до тех пор, как Бутан выпустил собственные новые монеты, названные «новая пайса»: они были выпущены в 1966 году из мельхиора номиналом в 25 и 50 новых пайс вместе с монетами номиналом в 1 рупию.

### Додесятичная рупия (1789—1957)
| Изображение | Изображение | Номинал | Диаметр (мм) | Описание                                                            | Описание | Годы    | Годы    |
| Аверс       | Реверс      | Номинал | Диаметр (мм) | Аверс                                                               | Реверс | выпуска | изъятия |
| ----------- | ----------- | ------- | ------------ | ------------------------------------------------------------------- | --- | ------- | ------- |
|             |             | ½ рупии | 24           | Джигме Сингье Вангчук Описание: : །།འབྲུག་རྒྱལ་ཁཉིས་པ།།།།འཇིགས་མེད་དབང་ཕྱུག། | 9 секций, крайние 8 содержат восемь благоприятных знаков, в центре — трехстрочная легенда Описание: ༆ལྕཊ་སྟག ལོ རྒྱ་ཊམ་ཕྱེད | 1955    | 1957    |

### Десятичная рупия (1957—1974)
| Изображение | Изображение | Номинал       | Диаметр (мм) | Описание                                                                    | Описание                       | Годы    | Годы    |
| Аверс       | Реверс      | Номинал       | Диаметр (мм) | Аверс                                                                       | Реверс                         | выпуска | изъятия |
| ----------- | ----------- | ------------- | ------------ | --------------------------------------------------------------------------- | ------------------------------ | ------- | ------- |
|             |             | 25 новых пайс | 19           | Джигме Сингье Вангчук Описание: །།འབྲུག་རྒྱལ་ཁཉིས་པ།།།།འཇིགས་མེད་དབང་ཕྱུག། 1926—1952 | Описание: 1966 BHUTAN 25 N.P.  | 1966    | 1974    |
|             |             | 50 новых пайс | 24           | Джигме Сингье Вангчук Описание: །།འབྲུག་རྒྱལ་ཁཉིས་པ།།།།འཇིགས་མེད་དབང་ཕྱུག། 1926—1952 | Описание: 1966 BHUTAN 50 N.P.  | 1966    | 1974    |
|             |             | 1 рупия       | 29           | Джигме Сингье Вангчук Описание: །།འབྲུག་རྒྱལ་ཁཉིས་པ།།།།འཇིགས་མེད་དབང་ཕྱུག། 1926—1952 | Описание: 1966 BHUTAN 1 RUPEE  | 1966    | 1974    |
|             |             | 3 рупии       | 38           | Джигме Сингье Вангчук Описание: །།འབྲུག་རྒྱལ་ཁཉིས་པ།།།།འཇིགས་མེད་དབང་ཕྱུག། 1926—1952 | Описание: 1966 BHUTAN 3 RUPEES | 1966    | 1974    |